# Автомагістраль А42 (Франція)
Автомагістраль A42 — коротка автомагістраль у Франції. Дорога, яка була завершена в 1987 році, з’єднує місто Ліон з перехрестям з A40 приблизно 50 км на північний схід від Ліона.

## Характеристики
- 2х2 смуги
- 2х3 смуги між Ліоном і Перужом (26 км)
- 70 км завдовжки
- Території обслуговування

## Історія
- 1983: Ділянка між Нейроном і Чазі (30 км) відкрито
- 1988: Ділянка між Шазі та Пон-д'Ен (19.5 км) відкрито